# Летичани
45°56′00″ пн. ш. 16°54′00″ сх. д. / 45.93333333° пн. ш. 16.9° сх. д.
Летичани (хорв. Letičani) — населений пункт у Хорватії, у Б'єловарсько-Білогорській жупанії у складі міста Б'єловар.

## Населення
Населення за даними перепису 2011 року становило 349 осіб.
Динаміка чисельності населення поселення: